# گیلمور، قلمرو پایتختی استرالیا
گیلمور (به انگلیسی: Gilmore) یک حومه شهر در استرالیا است که در قلمرو پایتختی استرالیا واقع شده‌است.